# Darchula (huyện)
Darchula (tiếng Nepal:दार्चुला) là một huyện thuộc khu Mahakali, vùng Viễn Tây Nepal, Nepal. Huyện này có diện tích 2322 km², dân số thời điểm năm 2001 là 121996 người.

## Dân số
Biến động dân số giai đoạn 1952-2001:
| Năm    | 1971  | 1981  | 1991   | 2001   |
| ------ | ----- | ----- | ------ | ------ |
| Dân số | 68868 | 90218 | 101683 | 121996 |